# Amyn Alami
Pour les articles homonymes, voir Alami.
Amyn Alami né en 1962, est un homme d'affaires marocain, cofondateur de la banque d'investissement Casablanca Finance Group.

## Carrière
Diplômé de l'Institut d'études politiques de Paris, il commence sa carrière à la Compagnie Financière Edmond de Rothschild, où il a notamment été responsable du département Recherche et Arbitrage. 
Il y a exercé plusieurs années, sur les marchés financiers internationaux, en particulier les marchés à terme. Il a notamment participé à la création des premiers produits à performance garantie.
De retour au Maroc, il cofonde en 1992 avec Adil Douiri la banque d'affaires Casablanca Finance Group (CFG), pour participer à la promotion et au développement des marchés financiers au Maroc.
De 1995 à 1998, il est désigné par ses pairs pour le poste de président délégué de la Bourse de Casablanca.
Entre 2006 et 2012, Amyn Alami dirige la SAEMOG (Société d'Aménagement d'Essaouira Mogador). Il supervise notamment la construction du Sofitel Essaouira Mogador  détenu par le groupe Risma. 